# Station Wólka
Station Wólka is een spoorwegstation in de Poolse plaats Wólka.